# محمد غالب أنصاري أوغلو
محمد غالب إنسان أغلو (بالتركية: Mehmet Galip Ensarioğlu)‏, (ولد: 1 أكتوبر 1966, في دياربكر, تركيا) سياسي تركي. ونائب حالي وسابق في البرلمان التركي لأكثر من دورة ممثلا عن حزب العدالة والتنمية.